# Megapress Holding
Megapress Holding este al doilea grup tipografic din România ca mărime.
Grupul deține o tipografie și editurile Aramis, Minerva și Tribuna Învățământului.
Cifra de afaceri:
- 2008: 24 milioane euro [1]
- 2007: 26 milioane euro [3]